# Jedyny i niepowtarzalny Ivan
Jedyny i niepowtarzalny Ivan (oryg. The One and Only Ivan) – amerykański dramat fantastyczny z 2020 roku wyreżyserowany przez Theę Sharrock. Zainspirowany prawdziwą historią goryla Ivana.
Projekt został po raz pierwszy ogłoszony w 2014 roku, a dwa lata później wszedł do produkcji. Obsada została zebrana między październikiem 2017 a majem 2018, a zdjęcia miały miejsce latem 2018 roku na Florydzie. Film początkowo miał trafić do kin, lecz później został wypuszczony na Disney+.

## Fabuła
Goryl o imieniu Ivan mieszka w klatce w centrum handlowym ze starzejącym się słoniem o imieniu Stella i psem o imieniu Bob, którzy nie pamiętają, jak się tam znaleźli. Ich właścicielem jest Mack. Kiedy pojawia się maltretowana mała słonica o imieniu Ruby, Ivan również zaczyna się nią opiekować wraz z córką dozorcy, Julią, pomagają zmienić sytuację w centrum handlowym, ponieważ mają marzenie, aby być wolnymi i biegać po łące.

## Obsada[2]
- Bryan Cranston – Mack
- Ramón Rodríguez – George
- Ariana Greenblatt – Julia
- Owain Arthur – Castello
- Hannah Bourne – Helen
- Eleanor Matsuura – Candace
- Indira Varma – dr Maya Wilson
- Sam Rockwell –  Ivan
- Angelina Jolie – Stella
- Danny DeVito – Bob
- Helen Mirren – Snickers
- Brooklynn Prince – Ruby
- Chaka Khan – Henrietta
- Ron Funches – Murphy
- Phillipa Soo – Thelma

### Wersja polska[3]
- Michał Żurawski – Ivan
- Danuta Stenka – Stella
- Jerzy Kryszak – Bob
- Magdalena Zawadzka – Snickers
- Alicja Warchocka – Ruby
- Wojciech Brzeziński – George
- Wiktoria Woźniacka – Julia
- Leon Charewicz – Mack
- Katarzyna Gniewkowska – Henrietta
- Sebastian Perdek – Frankie
- Andrzej Andrzejewski – Murphy
- Julia Kołakowska-Bytner – Thelma
- Bartłomiej Nowosielski – Castello
- Szymon Mysłakowski – Mike
- Magdalena Krylik – Helen
- Justyna Kowalska – Dr. Maya Wilson

## Wydanie
Film został pierwotnie zaplanowany do kinowej premiery 14 sierpnia 2020 r. przez Walt Disney Studios Motion Pictures. Jednak ze względu na wpływ pandemii COVID-19 na kino, premiera kinowa filmu została anulowana i został wydany wyłącznie w Disney+ 21 sierpnia 2020 r.